# Karakuri Hitei
«Karakuri Hitei» (カラクリ否定) es el cuarto sencillo de la banda Oshare Kei: Antic Cafe, publicado en 2005 y perteneciente al álbum Shikisai Moment.

## Canciones
| CD  |                                                          |          |  |
| N.º | Título                                                   | Duración |  |
| 1.  | «Wagamama Koushinkyoku (我侭行進曲)»                     | 4:48     |  |
| 2.  | «Momoiro Pure-teki Dekiai Zakura (桃色ピュア的溺愛ザク)» | 4:34     |  |